# Black-Eyed
Black-Eyed este cel de-al cincisprezecelea single al trupei de rock alternativ Placebo, lansat pe 8 octombrie 2001, și ultimul single de pe albumul cu numărul trei, Black Market Music. A fost tema principală a filmului german Engel & Joe.

## Lista melodiilor
1. „Black-Eyed”
2. „Pure Morning” (MBV remix)
3. „Black-Eyed” (Le Vibrator mix)

## Despre versuri
Titlul cântecului, „Black-Eyed”, are dublu sens. Poate semnifica, pe de o parte, „a avea ochiul învinețit, tumefiat”, sau, pe de altă parte, „a avea o reputație proastă” (a fi un paria) sau „a fi frustrat din cauza unui eveniment”.
Brian Molko e de părere că „e chiar un cântec amuzant. Mă face să zâmbesc. Toți vor crede că-i despre mine și de fapt chiar are o tentă autobiografică. Dar e vorba și de tendința asta a americanilor de a da vina pe părinții tăi pentru că te-au distrus din punct de vedere emoțional... și atingi un punct în viața ta când trebuie să îți asumi responsabilitatea pentru faptele tale. (...) Fiecare părinte a încercat să mă împingă într-o direcție diferită, niciuna nu era pe placul meu, așa că am fost forțat să mă gândesc la cine eram, și la ce voiam să fiu de la o vârstă fragedă. Din acest punct de vedere, a fost un lucru pozitiv. Am devenit exact ceea ce părinții mei nu voiau să devin.” Întrebat dacă părinții l-au văzut vreodată live pe scenă, Molko a răspuns amuzat „De câteva ori. În travesti.” (o aluzie la perioada când apărea în rochie pe scenă), fiind completat de Hewitt: „Și au părut mereu impresionați. Poate că întotdeauna și-au dorit o fată.”

## Despre videoclip
În regia Vanessei Jopp (cea care regizase de altfel și filmul Engel & Joe), videoclipul prezintă imagini de la un concert live al trupei, imagini intercalate cu cadre din film. Eroii principali sunt Engel, un punker de 17 ani (interpretat de Robert Stadlober) și Joe, o fată de 15 ani fugită de acasă (interpretată de Jana Pallaske) care se cunosc și se îndrăgostesc; când fata rămâne însărcinată, băiatul își asumă responsabilitatea. Din nefericire, neavând o slujbă stabilă, și măcinat de dependența de droguri, el va sfârși în spatele gratiilor, moment din care viața tinerei familii va lua o întorsătură dramatică. Dincolo de toate însă, ideea este că speranța e cea care moare ultima.
Povestea filmului susține foarte bine ideea din spatele melodiei, și anume: o copilărie nefericită te poate afecta foarte mult, însă dincolo de toate, depinde numai de tine cum îți formezi destinul.

## Poziții în topuri
- 94 (Germania)